# Bergbaumuseum Achthal

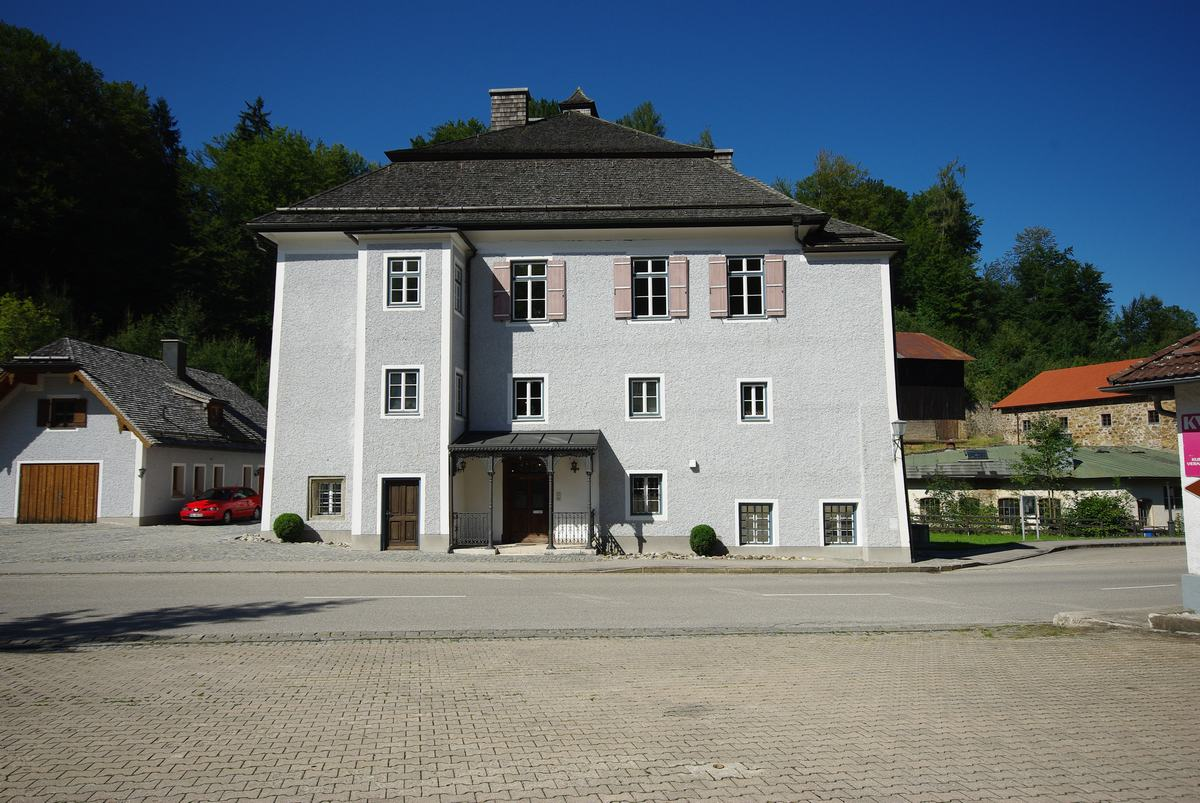
Gebäude des Bergbaumuseums (17.–19. Jahrhundert)

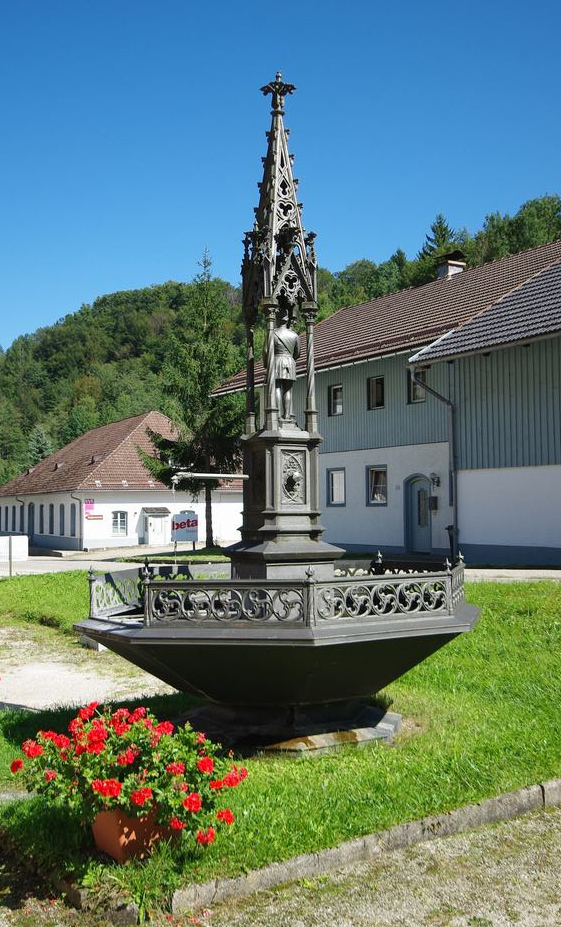
Der neugotische Brunnen zwischen Museum und Knappenkapelle ist ein Beispiel für gusseisernes Kunstgewerbe aus Achthaler Produktion.

Das Bergbaumuseum Achthal in Achthal stellt den ehemaligen Eisenerzabbau am Teisenberg, einem Berg zwischen Inzell im Landkreis Traunstein sowie Teisendorf und Anger im Landkreis Berchtesgadener Land, vor. Es ist im als Baudenkmal geschützten ehemaligen Verwaltungsgebäude der Eisengewerkschaft untergebracht und besitzt einen künstlich angelegten Schaustollen.
Das Museum entstand 1999/2000 aus der 1984 gegründeten und mehrmals erweiterten Heimatstube. Die bisherige Dauerausstellung wurde von 2000 bis 2021 gezeigt und wird derzeit umgestaltet. Das Museum ist daher seit Oktober 2021 geschlossen und soll nach der Neugestaltung im  Mai 2025 wiedereröffnet werden.
In der bisherigen Aufstellung zeigte das Museum nicht nur Geschichte und Technik von Eisenerz-Bergbau und -Verhüttung im salzburgisch-bayerischen Raum, sondern auch Beispiele aus der Achthaler Produktion, beispielsweise gusseiserne Maschinenteile sowie kunstvoll dekorierte Bauelemente (Treppenhaus, Öfen, ein Fensterstock) und Grabkreuze. An den Aspekt der Verehrung der Heiligen Barbara von Nikomedien als Schutzpatronin der Bergknappen schloss sich thematisch die Präsentation einiger Ausstattungsstücke der dem Museum benachbarten Knappenkapelle und weiterer Kirchen der Region an.